# ГЕС Нам-Лік 1-2
ГЕС Нам-Лік 1-2 – гідроелектростанція у північному-західній частині Лаосу. Знаходячись перед ГЕС Нам-Лік 1, становить верхній ступінь каскаду на річці Нам-Лік, правій притоці Нам-Нгум, котра в свою чергу є лівою притокою Меконгу (впадає до Південно-Китайського моря на узбережжі В’єтнаму).
В межах проекту річку перекрили кам’яно-накидною греблею з бетонним облицюванням висотою 103 метри та довжиною 328 метрів. Вона утворила водосховище з площею поверхні 24,4 км2, об’ємом 1095 млн м3 та припустимим коливанням рівня поверхні у операційному режимі між позначками 270 та 305 метрів НРМ.
Зі сховища через тунель довжиною 0,4 км ресурс подається до пригреблевого машинного залу, де встановили дві турбіни типу Френсіс потужністю по 50 МВт. При напорі у 63 метри вони забезпечують виробництво 435 млн кВт-год електроенергії на рік. 
Для видачі продукції спорудили 28 км ЛЕП, розрахованої на роботу під напругою 115 кВ.
Учасниками проекту є китайська China Water and Energy Corporation (CWE) та місцева Electricite Du Laos (EDL) з частками 90% та 10% відповідно.